# Die Ilse ist weg
Die Ilse ist weg ist ein deutscher Spielfilm aus dem Jahr 1976 nach dem Roman Ilse Janda, 14 von Christine Nöstlinger.

## Handlung
Erika und Ilse Janda sind Schwestern. Die Geschichte wird aus der Sicht der 12-jährigen Erika erzählt. Die beiden Schwestern leiden unter der Trennung der Eltern. Sie wohnen mit der Mutter, deren neuem Ehemann Kurt und zwei kleineren Halbgeschwistern zusammen in einer beengten Mietwohnung. Für die 14-jährige Ilse wird dies immer mehr zum Problem, sie befindet sich in ständigem Streit mit ihrer Mutter. Einzig die Oma scheint das pubertierende Mädchen zu verstehen. Als Ilse eines Tages erst nach Mitternacht nach Hause kommt, erhält sie von ihrer Mutter Hausarrest. Pünktlich ist sie jeden Nachmittag zu Haus, doch die Mutter weiß nicht, dass Ilse tagsüber die Schule schwänzt und so doch ihren Freiraum erhält. Ilse erzählt Erika, dass sie die Familie verlassen und mit Freunden nach England gehen will. Dort möchte sie als Kindermädchen arbeiten. Erika hilft ihr bei der Flucht, da Ilse gedroht hat, sich umzubringen, sollte sie weiterhin in dem Gefängnis Familie leben.
Ilse ist weg, doch weder Erika noch die Eltern erhalten ein Lebenszeichen von ihr. Schließlich macht sich Erika auf die Suche nach Ilse und muss feststellen, dass sie gar nicht nach England gereist ist. Sie findet Ilse schließlich, und die Schwester kommt tatsächlich wieder mit nach Hause.

## Hintergrund
Die Erstausstrahlung erfolgte als Dreiteiler am 26., 27. und 28. Oktober 1976 im Vorabendprogramm der ARD, am 21. November 1976 wurde der Film dann am Stück im Abendprogramm wiederholt.

## Kritiken
- Lexikon des internationalen Films: Die Suche eines 12jährigen Mädchens nach der verschwundenen 14jährigen Schwester. Hinter der heiter-ernsten Geschichte werden Erziehungsprobleme sichtbar. Dramaturgisch nicht ganz bruchlos, aber darstellerisch beachtlich.[2]
- Der Spiegel (44/1976): Es verblüfft, wie glaubwürdig Marion Heister das Mädchen Ilse aus der scheinbaren Nestwärme ins pubertäre Abenteuer schlittern läßt. Es macht betroffen, wie Susanne Werner als Erika, aus deren kindlichem Blickwinkel die ganze Geschichte aufgerollt wird, den Erwachsenen die Augen öffnet, was sogenannte Elternliebe an- und echte Geschwisterliebe ausrichten kann. Es sei gewagt: Fernsehspiel des Jahres.